# 퀘트 마시레
케투마일 퀘트 조니 마시레(영어: Ketumile Quett Joni Masire, 1926년 7월 24일~2017년 6월 22일)는 보츠와나의 정치인이다. 1980년부터 1998년까지 보츠와나의 대통령으로 재임했으며 보츠와나의 두 번째이자 가장 오래 재임한 대통령이다. 그는 1990년 엘리자베스 2세 여왕으로부터 성 미카엘 대십자 훈장과 성 조지 대십자 훈장을 받았다. 그는 독립 운동과 새 정부의 주역이었고 보츠와나의 꾸준한 재정 성장과 발전을 촉진하고 보호하는 데 결정적인 역할을 했다. 그는 1998년에 사임했고, 보츠와나의 제3대 대통령이 된 페스터스 모하에 부통령이 뒤를 이었다.

## 어린 시절
1926년 7월 24일, 베추아날란드 보호령 카니에에서 가이포네 마시레와 조니 마시레 사이에서 태어났다. 그는 아파르트헤이트 남아프리카 공화국 광산에서 저임금 이주 노동자로 일하는 것 외에는 경제 활동이 많지 않았던 시기에 자랐다. 어린 나이부터 마시레는 학업 성취를 통해 자신을 차별화시켰다. 카니에 학교에서 반에서 수석으로 졸업한 후, 그는 남아프리카 공화국의 타이거 클루프 교육 기관에서 그의 교육을 발전시키기 위해 장학금을 받았다.
1950년, 타이거 클루프를 졸업한 후, 마시레는 방와케체 보호구역에서 고등 교육의 첫 기관인 시파피소 2세 중등학교를 설립하는 것을 도왔다. 그는 이 학교의 교장으로 약 6년 동안 재직했다. 이 기간 동안 그는 독재적인 방와케체 통치자인 바토엔 2세와 충돌했다. 학교 문제에 대한 바토엔의 많은 사소한 간섭에 분개하여, 부활한 베추아날란드 아프리카 교사 협회를 통해 일하는 마시레는 주로 권위로부터 보호하는 학교의 자율성을 옹호자가 되었다.
1957년, 마시레는 마스터 파머스 자격증을 따고 그 지역의 선도적인 농업인 중 한 명으로 자신을 설립했다. 그의 성공은 펜싱 공유지 위반에 대한 처벌로 그의 농장을 압류한 질투심 많은 바토엔과의 새로운 갈등으로 이어졌다.
1958년, 마시레는 《아프리카 에코/날레디아 보츠와나》 신문의 보호국 기자로 임명되었다. 그는 또한 새롭게 개혁된 방와케체 부족 평의회와 1960년 이후 보호령 전역의 아프리카 및 입법 평의회에 선출되었다. 비록 그는 그 영토에서 대중적인 지지를 누린 최초의 민족주의 단체인 인민당의 첫 번째 칸예 회의에 참석했지만, 그는 그 운동에 참여하는 것을 거부했다.
마시레는 1958년, 글래디스 올레빌 마시레와 결혼했다. 퀘트 경과 마시레 부인은 6명의 자녀를 두었다.

## 정치 및 통치
1961년, 마시레는 보츠와나 민주당(BDP)을 설립하는 데 도움을 주었다. 그는 당의 형성에 중요한 역할을 했고, 초대 사무총장을 역임했다.
1965년, 민주당은 새 의회에서 31개의 경쟁 의석 중 28개를 차지하여 보츠와나를 독립으로 이끄는 명확한 권한을 부여했다. 그는 1965년 3월에 국회의원으로 선출되었고 1966년에 부통령이 되었다. 마시레는 1966년 세레체 카마 밑에서 새로운 국가의 부통령이 되었다. 1980년까지 그는 1971년에 공식적으로 합병된 금융 (1967년부터)과 개발 계획 (1967년부터)의 중요한 포트폴리오도 보유했다.
1966년부터 1980년까지 보츠와나의 지속적인 경제 및 인프라 성장의 주요 설계자로서, 마시레는 매우 유능한 기술 관료로서 명성을 얻었다. 그러나 그의 지역 방와케체 정치 기반은 그의 오랜 숙적 바토엔에 의해 침식되었다. 독립 초기 몇 년 동안 민주당 정부는 결정적으로 추장들의 잔여 권력을 약화시키기 위해 움직였다. 그 결과 1969년 바토엔 2세는 퇴위하고 국민전선의 지도자가 되었다. 이것은 같은 해에 바토엔이 마시레를 상대로 지방 선거에서 승리하는 계기가 되었다. 그러나 집권당은 국가적 차원에서 결정적인 승리를 거두었고, 이에 따라 마시레는 "특별히 선출된" 국회의원 4명 중 한 명으로서 그의 지위를 유지할 수 있게 되었다.

## 대통령직
1980년 7월 13일, 카마는 사망했고, 마시레는 자동적으로 헌법에 따라 대통령 권한대행이 되었다.
카마가 사망한 지 5일 후인 1980년 7월 18일, 마시레는 비밀 투표를 통해 대통령으로 선출되었다. 마시레의 세 임기는 지역 및 국제 기구를 통한 발전에 중점을 둔 것이 특징이었다. 마시레는 남아프리카 개발 공동체의 의장과 아프리카 단결 기구의 부의장을 지냈으며, 아프리카를 위한 세계 연합의 의장과 아프리카 개발에 관한 유엔 그룹의 일원이기도 했다.
1988년 8월 7일, 앙골라에서 열린 정상회담에 참석하기 위해 직원들과 함께 비행하던 중, 그의 이그제큐티브 제트기는 실수로 앙골라 공군의 MiG-23에 의해 저격당했다. 비행기가 파손되고 마시레는 부상을 입었지만 부조종사는 성공적인 비상 착륙을 할 수 있었다.

## 퇴임 이후
1998년 은퇴한 후, 마시레는 에티오피아, 레소토, 말라위, 모잠비크, 가나, 스와질란드를 포함한 많은 아프리카 국가들에서 외교적 계획에 관여했다. 1998년과 2000년 사이에 그는 1994년 르완다 집단학살을 둘러싼 상황을 조사하는 국제 저명인사 패널의 의장을 지냈고, 2000년과 2003년 사이에 국제 콩고 민족 대화의 촉진자였다, 이 협정은 루사카 휴전 협정의 관점에서 콩고 민주 공화국에 새로운 정치적 분배를 가져오는 것을 목표로 했다.
2007년, 마시레는 보츠와나 사회의 사회적, 경제적 복지를 증진하기 위해 케투마일 마시레 재단을 설립했다. 이 재단은 평화, 좋은 통치, 정치적 안정을 국제적으로 촉진하기 위한 노력을 촉진하고 추진하기 위해 노력하고 있으며, 태어날 때부터 장애를 가진 어린이들을 지원하고 농업의 혁신과 대안을 촉진하기 위해 노력하고 있다.
마시레는 보츠와나 민주당과 이언 카마 정부의 방향에 점점 불만을 품게 되었다. 2010년 보츠와나 민주운동으로 회원의 약 5분의 1을 잃었고 2011년 BOFEPUSU 파업과 같은 사건들은 그가 지도부 결정에 의문을 품게 만들었다. 그는 BDP가 원래의 아이디어를 잃었고 대신 고위 정부 직책에서 이익을 얻으려는 기회주의자들에 의해 인수되었다고 결론을 내렸다. 그 결과, 그는 난생 처음으로 당과 소원해졌다.
마시레는 또한 민주적 리더십을 지원하고, 중재를 통해 갈등을 예방하고 해결하며, 민주적 제도, 개방 시장, 인권 및 법치의 형태로 좋은 통치를 촉진하기 위해 일하는 조직인 글로벌 리더십 재단의 창립 멤버이기도 하다. 그것은 전직 지도자들의 경험을 오늘날의 국가 지도자들에게 신중하고 비밀스럽게 제공함으로써 그렇게 한다. 정부 수반, 고위 정부 및 국제 조직 관계자들로 구성된 비영리 조직으로, 정부 수반들과 밀접하게 관련된 통치 문제에 대해 협력한다.
2010년 5월, 아프리카 연합 선거 참관단을 이끌고 2010년 5월 에티오피아 총선에 참가했으며, 2010년 10월, 나이지리아에서 선거 전 평가단을 공동으로 이끌었다, 이 법안은 2011년 주 및 전국 여론조사를 둘러싼 성공적인 과정을 저해할 수 있는 많은 장애물을 식별했다.
그는 1982년부터 1998년까지 보츠와나 대학교 총장을 역임했다.

## 사망
2017년 6월 22일, 보카모소 병원에서 91세의 나이로 사망했다. 그는 불특정한 이유로 수술을 받은 후 6월 18일에 병원에 입원했지만, 이후 그의 건강은 악화되었다. 그는 2017년 6월 29일, 목요일 아침 보츠와나의 고향 마을 카니에에 묻혔다.